# Каравана за храна
Каравана за храна (също популярно с английското си име food truck) е голямо превозно средство, специално пригодено за приготвяне и продаване на храна и напитки. Някои от тях са пригодени само за продажба на различни хранителни продукти, а в други храната се приготвя пред клиента. Най-често се използват за приготвяне на бърза храна като бургери и пържени картофи, но някои от тях приготвят и различни готвени ястия и здравословни храни. Караваните за храна са интегрална част от пазара на улична храна, който обслужва около 2,5 милиона души всеки ден.
Предимството на този тип бизнес е мобилността му и възможността локацията да се променя всекидневно или дори няколко пъти на ден. Така много от тези каравани често посещават улични фестивали, спортни прояви и други събития, където се събират много хора, за да генерират приходи.
Подобен тип превозни средства предлагащи храна се появяват още в началото на 20 век. През 80-те години на 20 век обаче преживяват истински разцвет и популярност. В България първата каравана за храна се появява едва през 2015 година, но впоследствие в бизнеса се включват и много други предприемачи поради разцвета на културата на уличната храна.